# Hanif Khan
Hanif Khan (geboren am 5. Juli 1959 in Karatschi) ist ein ehemaliger pakistanischer Hockeyspieler. Der Offensivspieler der pakistanischen Nationalmannschaft nahm an zwei Olympischen Spielen teil und gewann je einmal Gold und Bronze. 1978 und 1982 war er Weltmeister.

## Sportliche Karriere
Hanif Khan nahm im Alter von 17 Jahren an den Olympischen Spielen 1976 in Montreal teil. Pakistan verpasste mit einer Halbfinalniederlage gegen die Australier den Finaleinzug. Das Spiel um die Bronzemedaille gewannen die Pakistaner gegen die niederländische Mannschaft mit 3:2. Hanif Khan erzielte aus dem Feld den Treffer zum zwischenzeitlichen 2:1 gegen die Niederländer. Im März und April 1978 fand in Buenos Aires die Weltmeisterschaft 1978 statt. Pakistan gewann seine Vorrundengruppe vor der niederländischen Mannschaft. Im Halbfinale besiegten die Pakistaner die deutsche Mannschaft mit 1:0 nach Verlängerung. Im Finale waren wieder die Niederländer der Gegner, die Pakistaner siegten mit 3:2. Ende 1978 siegte Pakistan auch bei den Asienspielen in Bangkok. An den Olympischen Spielen 1980 in Moskau nahm Pakistan wegen des Olympiaboykotts nicht teil. 
1982 gehörte Hanif Khan zur pakistanischen Mannschaft bei der Weltmeisterschaft in Bombay. Pakistan gewann seine Vorrundengruppe vor den Deutschen, bezwang im Halbfinale die Niederländer und traf im Finale wieder auf die Deutschen. Pakistan gewann den Titel mit einem 3:1-Sieg. Ende 1982 fanden in Neu-Delhi die Asienspiele 1982 statt, Pakistan bezwang im Finale die indische Mannschaft mit 7:1. 1984 bei den Olympischen Spielen 1984 in Los Angeles belegte Pakistan in der Vorrunde den zweiten Platz hinter der britischen Mannschaft. Mit einem 1:0-Halbfinalsieg über die Australier erreichten die Pakistaner das Finale gegen die deutsche Mannschaft. Pakistan gewann das Finale mit 2:1 nach Verlängerung.
Hanif Khan war beim pakistanischen Zoll in Karatschi und spielte für deren Mannschaft.